# Vičenec ligrus

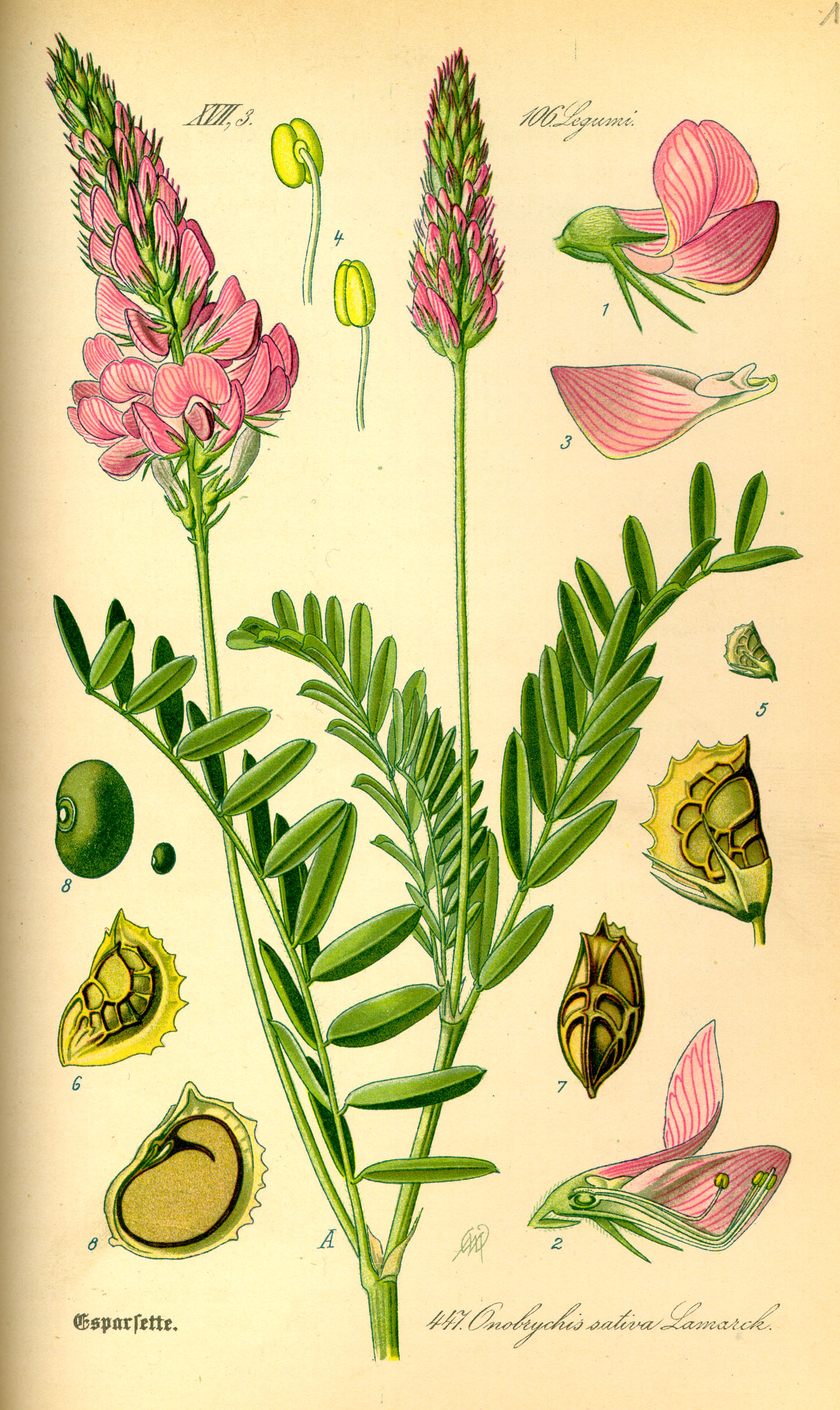
Nákres vičence ligrusu

Vičenec ligrus (Onobrychis viciifolia) je vytrvalá, trsnatá jetelovina vysokého vzrůstu, jeden ze dvou druhů širokého rodu vičenec rostoucích v české přírodě. Občas se pěstuje jako pícnina a je považován za zdomácnělý neofyt. Původní místa jeho výskytu se nacházejí v jižní a jihovýchodní Evropě a západní Asii. Na rozhraní 18. a 19. století byl v převážné části Evropy zaveden do kultury jako užitková rostlina a zdomácněl, postupně se dostal do celého mírného pásma Asie a Austrálie, na Nový Zéland, do Jižní Afriky i Severní Ameriky.

## Ekologie
Tato rostlina většinou roste na sušších stanovištích se zásaditou půdou. Je náročná na světlo a teplo, nejlépe jí vyhovují pozemky mírně svažité s jižní expozicí. Spokojí se s chudšími půdami, které ale musejí být dostatečně zásobeny vápníkem, nesmí být uléhavé a nesmí mít vysokou hladinu spodní vody. Pro dobré výnosy je nutný dostatek fosforu a draslíku, které si rostlina dokáže osvojit i z velké hloubky. Na suchých, mělkých vápenitých nebo opukových půdách nemá ve výnosech konkurenci. Vodu si dokáže svým rozsáhlým kořenovým systémem, sahajícím až do hloubky 1 m a šířky 2 m, téměř vždy získat.
V České republice roste vičenec ligrus ve volné přírodě roztroušeně, v nižších polohách je hojný, ve vyšších vzácný. Vyskytuje se na sušších loukách, mezích, stráních, náspech i v suchých příkopech, vystupuje do nadmořské výšky 1000 m. Je to hemikryptofyt začínající kvést až od druhého roku v době od května do července. Existují formy kvetoucí již prvým rokem, ale ty obvykle nejsou vytrvalé. Ploidie druhu je 2n = 28.

## Popis
Vytrvalá, 30 až 100 cm vysoká bylina s přímou nebo obloukovitě vystoupavou lodyhou, která bývá pouze ve spodní části rozvětvená. Lodyha je hranatá, rýhovaná, drsně chlupatá a vyplněná dření. Vyrůstá ze silného, kůlovitého, dřevnatého kořene, z jehož vrcholu mohou vyrůstat krátké oddenky a z nich sekundární růžice a kvetoucí rostliny. Listy jsou vícečetné, lichozpeřené, mívají 6 až 12 párů krátce řapíkatých lístků eliptického až podlouhlého tvaru, 12 až 22 mm dlouhých a 3 až 5 mm širokých. Lístky jsou na líci zelené a lysé, na rubu nasivělé a měkce chlupaté. Palisty šikmo odstávají, jsou úzce kopinaté, nahnědlé, blanité a asi 10 mm dlouhé a 5 mm široké.
Na lodyze vyrůstá jedno až čtyři květenství, což je sytě růžový, válcovitý hrozen rostoucí na dlouhé stopce z úžlabí listů. Obvykle je tvořený pěti až pětadvaceti květy šikmo až rovnovážně odstávajícími a bývá dlouhý až 5 cm a široký 3 cm, za plodů se prodlužuje. Květní kalich je zvonkovitý, 5 mm velký, zelený a dlouze chlupatý. Koruna je 1 cm dlouhá, různě intenzivně růžově zbarvená a má tmavší žilky. Pavéza je vejčitá a stejně dlouhá jako člunek, křídla jsou zakrnělá. Opylovači jsou převážně včely, které v květech nacházejí hodně nektaru. Deset dvoubratrých tyčinek nese žluté prašníky.
Plod je půlkruhovitý, v boku smáčknutý, na břišní straně plochy, jemně chlupatý, sivohnědý, nepukavý nepravý lusk až 8 mm dlouhý a 6 mm tlustý; tisíc lusků váží 18 až 25 gramů. Lusk obsahuje jediné elipsoidní, 4,5 mm dlouhé a 3 mm široké, poněkud zploštělé, hladké semeno hnědé až olivové barvy. Hmotnost tisíce semen je asi 14 gramů. Tímto plodem se vičenec odlišuje od ostatních, v české přírodě se vyskytujících rodů z čeledi bobovitých: u něj to není pravý lusk, ale nepukavá, jednosemenná nažka.

## Rozmnožování
Rozmnožovat se může jak vegetativně odnožováním lodyh na povrchu půdy nebo mělce pod povrchem, tak i generativně semeny. Pro pěstování v kultuře existují typy vhodné k vysetí na podzim a jiné na jaře. Při dostatku vlhkosti rychle klíčí a semenáče se dobře vyvíjejí.
Tato vytrvalá rostlina (6 a více let) se nejčastěji pěstuje na zásaditých půdách v teplých, vinorodých a stepních oblastech, kde dává největší výnosy. Obvykle se vysévá na jaře jako monokultura nebo na orné půdě ve směsích s vojtěškou, kostřavou nebo vikvemi, na 1 ha půdy se spotřebuje asi 150 kg lusků (semena se před výsevem neluští). Nejlépe roste po okopaninách.

## Význam
Píce, pro kterou se vičenec ligrus pěstuje, je kvalitní a její výnosy jsou velké. Je lehce stravitelná, má vysokou výživnost a nezpůsobuje nadýmání. Vysoký obsah tříslovin dále ve střevech přežvýkavců likviduje hlístice. Seče se dvakrát ročně ve stadiu plného květu a vyrábí se z něho seno nebo vysoce kvalitní senáž. Rostliny nesnáší pastvu, po které brzy vymizí.
Vičenec ligrus způsobuje specifické vyčerpání půdy a neměl by se na stejné místo vysévat častěji než co šest let. Semena obsahují jedovaté aminokyseliny, proto se nekonzumují. Je považován za velmi dobrou medonosnou rostlinu. Slouží jako živná rostlina housenek kriticky ohroženého motýla modráska ligrusového (Polyommatus damon).

## Galerie

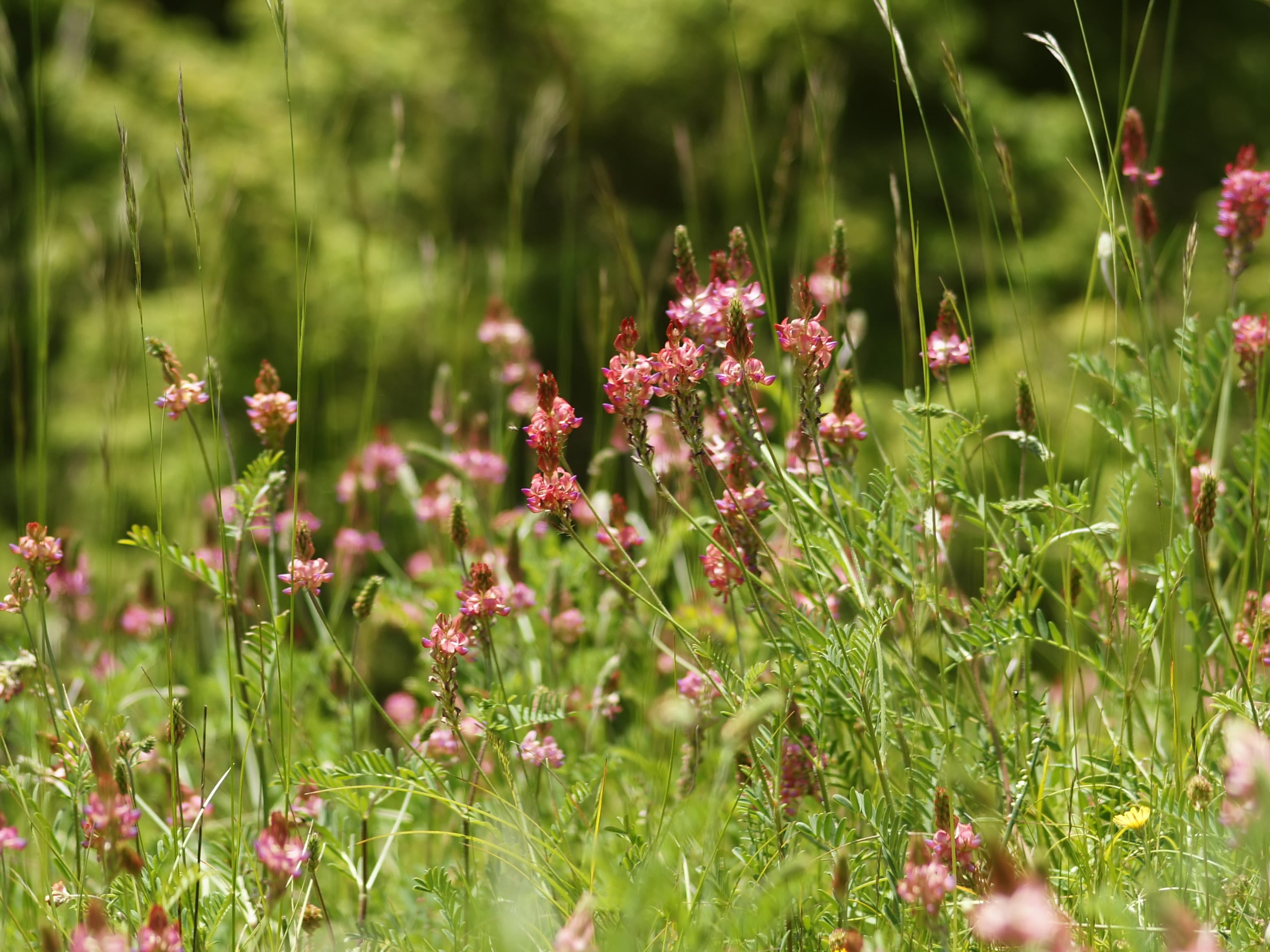
Kvetoucí porost
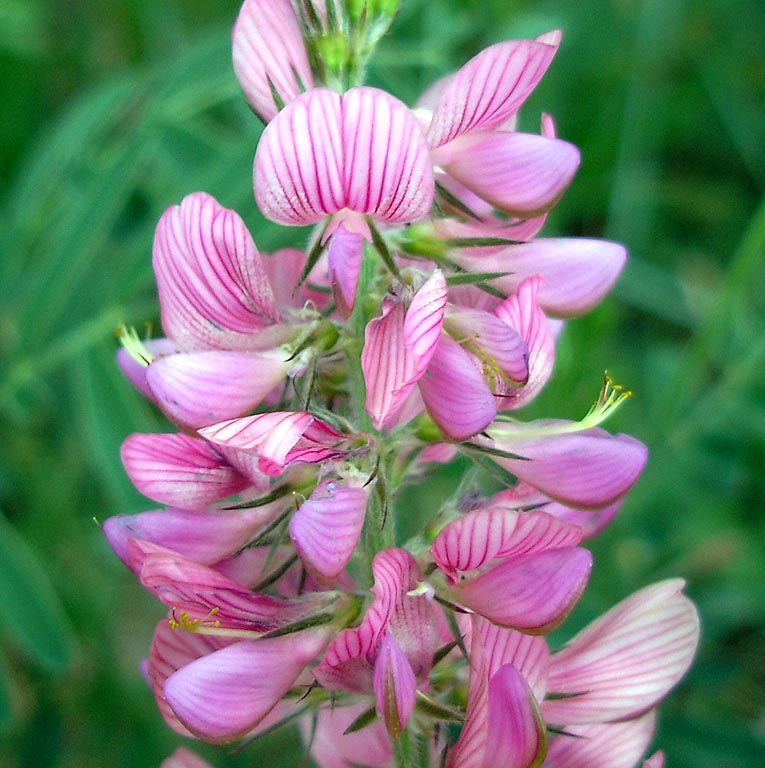
Část květenství
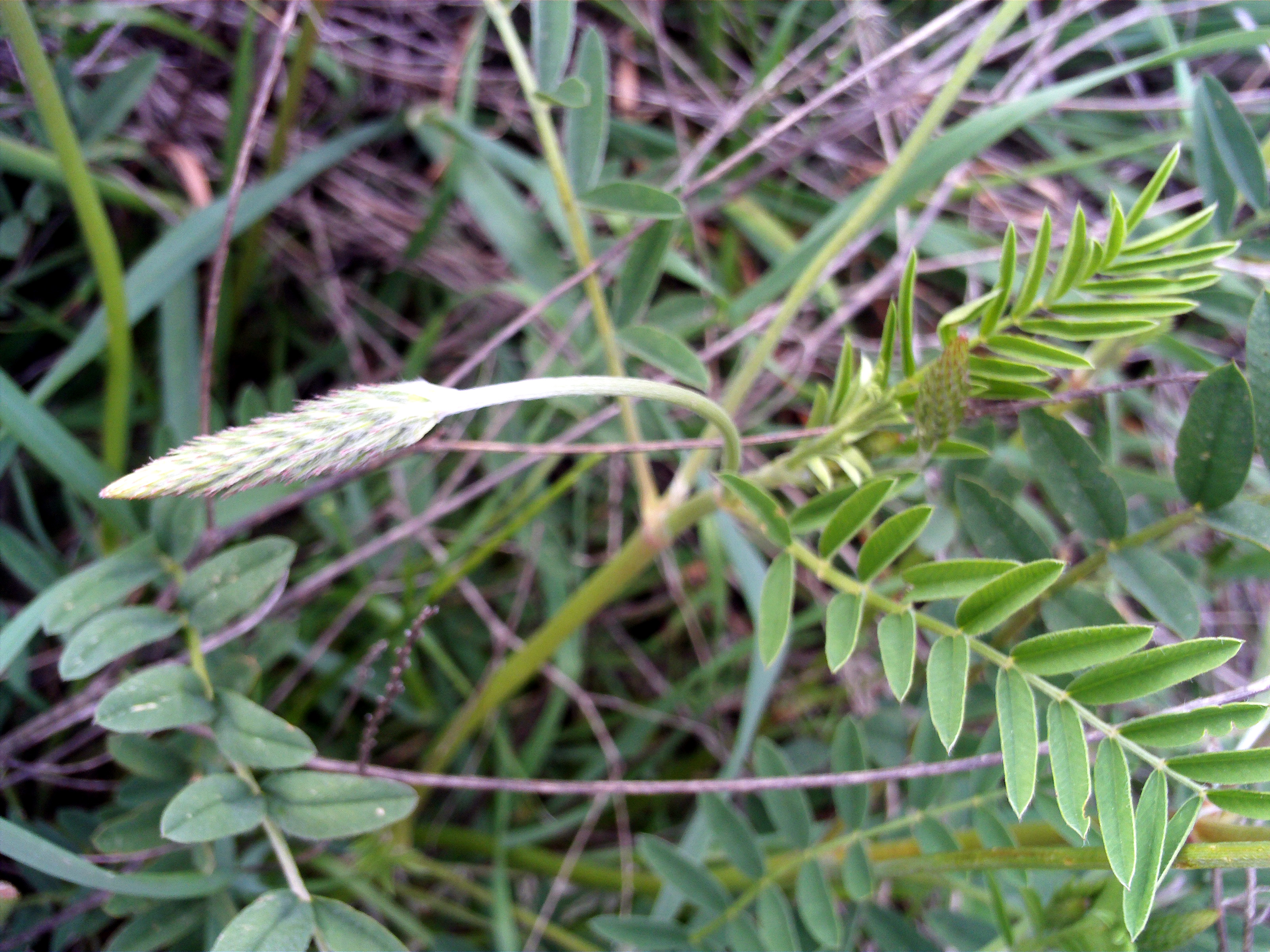
Nerozvité květenství
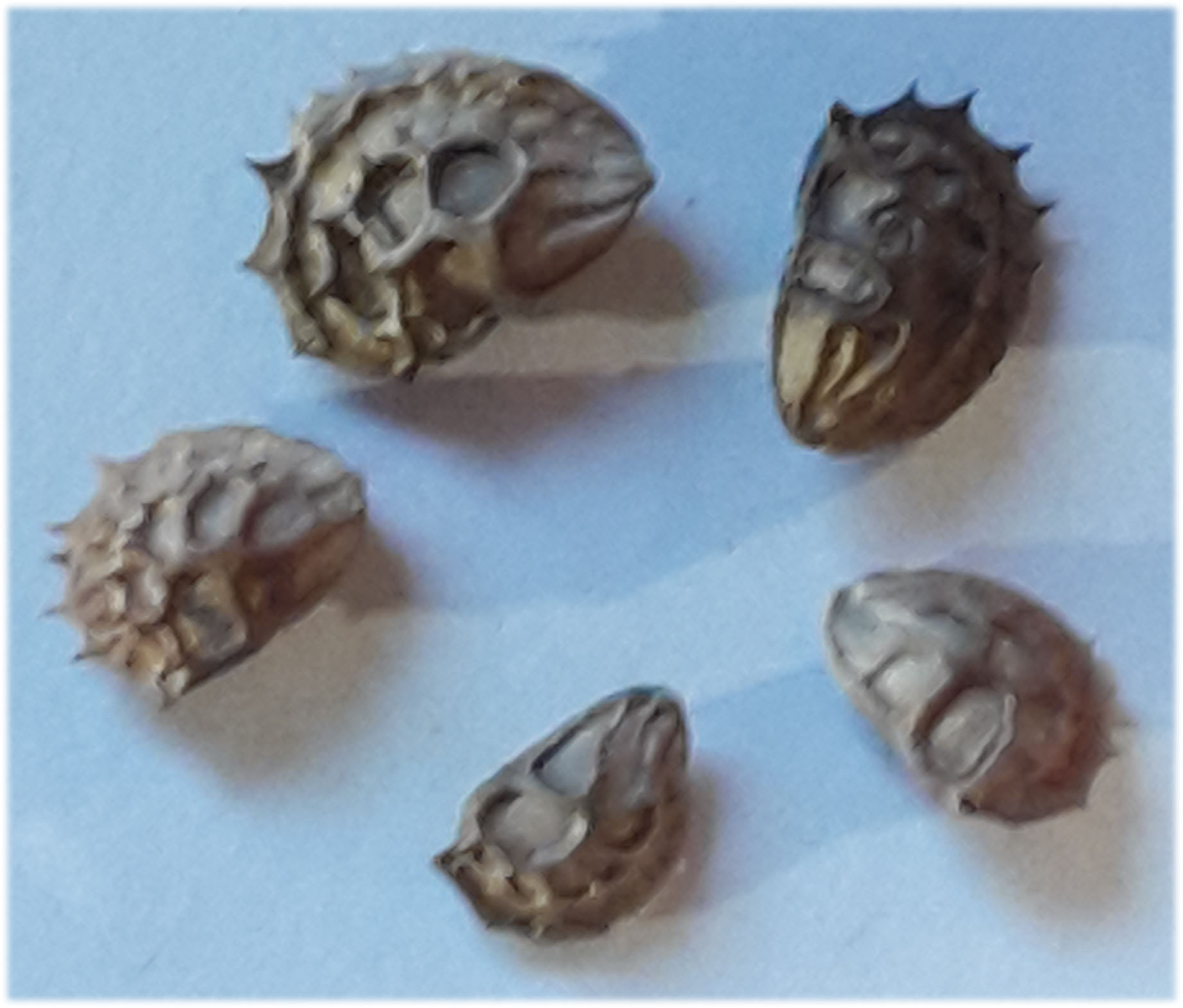
Plody